# マクロスプラス
『マクロスプラス』（MACROSS PLUS）は、1994年から1995年にかけて発売された日本のオリジナル・ビデオ・アニメ（OVA）。全4巻。
1982年から1983年にかけて放映されたスタジオぬえ原作のテレビアニメ『超時空要塞マクロス』の世界設定を継承し、テレビアニメ『マクロス7』と並行して企画・製作された作品であり、「マクロスシリーズ」のひとつに数えられる。『超時空要塞マクロス』の時代より約30年後の西暦2040年を舞台に、三段変形を特徴とするメカ、可変戦闘機（VF）の次期主力機開発競争を背景とし、ふたりの男性テストパイロットと、人気バーチャルアイドルのプロデューサーを務める女性の三角関係を描く。
『超時空要塞マクロス』においてスタジオぬえの一員としてメカニックデザイン、設定監修などで携わり、劇場版『超時空要塞マクロス 愛・おぼえていますか』では共同監督を務めた河森正治が原作・総監督となり、同作でメカ作画監督を務め、「板野サーカス」と呼ばれるメカアクション描写で知られた板野一郎が特技監督、メカニックデザインを務めたスタジオぬえの宮武一貴が舞台設定・メカニカル設定（河森と連名）として参加している。新たなメインスタッフとして、監督に渡辺信一郎、脚本に信本敬子、オリジナルキャラクターデザインに摩砂雪、音楽に菅野よう子らが起用され、アニメーション制作はトライアングルスタッフが担当した。
英語吹き替え版の『MACROSS PLUS INTERNATIONAL VERSION』（マクロスプラス インターナショナルバージョン）も発売された。1995年10月7日には、OVA版を再編集して新作カットを加えたアニメ映画『マクロスプラス MOVIE EDITION』（マクロスプラス ムービーエディション）が、『劇場版マクロス7 銀河がオレを呼んでいる！』との同時上映で公開された。

## 物語

### 前史概略
西暦1999年、地球に異星人の巨大宇宙船が落下した。人類は異星人との戦争に備えて地球統合政府を発足させるとともに、のちに「マクロス」と命名される落下した宇宙船の改修を進め、そこから得たオーバーテクノロジーにより「可変戦闘機（VF）」をはじめとする新兵器を開発した。2009年から2010年にかけて、戦うことしか知らない異星人「ゼントラーディ」との戦争（第一次星間大戦）が起こり、マクロスに乗艦した人々は歌をはじめとする文化の力によって一部のゼントラーディ人と和平を結び、戦争に勝利する。人口の大半を失った地球人類はゼントラーディ人とともに新統合政府を樹立し、マクロスを中心に首都「マクロス・シティ」を築く。そして「フォールド」と呼ばれる超光速航法を用いて、種の存続のために宇宙移民を開始する。

### あらすじ
※以下の記述は最初に発表されたOVA版の内容にもとづく。『マクロスプラス MOVIE EDITION』との差異については後述。
第一次星間大戦の終結から30年後の西暦2040年。腕は立つが自由奔放で軍規違反を繰り返していた統合軍パイロットのイサム・ダイソンは、VF-11 サンダーボルトに代わる次期主力可変戦闘機のテストパイロットとして、太陽系外移民惑星「エデン」にあるニューエドワーズ・テストフライトセンターへの転属を命じられる。そこでは競合メーカー2社が開発した試作機「YF-19」と「YF-21」による採用コンペティション「スーパー・ノヴァ計画」が行なわれており、YF-21の開発主任兼テストパイロットを務めるガルド・ゴア・ボーマンの姿もあった。同じころ、エデンでは人工知能で動く人気絶頂のヴァーチャロイド・アイドル「シャロン・アップル」のコンサートが間近に控えており、イサムとガルドはシャロンのプロデューサーを務めるミュン・ファン・ローンと思いがけず再会する。3人はエデンで過ごした幼なじみであり、かつては親友どうしであったものの、7年前の事件をきっかけに関係は崩れていた。演習でガルドは脳波コントロールシステムを備えたYF-21の実力を見せつけるが、突如として7年前の記憶がフラッシュバックしてコントロールを失い、さらに自身の思考に起因する機体トラブルにより、同行していたイサムが乗るVF-11を大破させる。
エデンではシャロンのコンサートが開演し、観衆はその歌声と魅力に酔いしれる。プロデューサーとは名ばかりで、未完成の人工知能を秘密裏にサポートする役割を担っていたミュンは、コンサートを訪れていたイサムの姿を見て動揺し、一時的にシャロンが想定を外れた動きを見せる。それからイサムは修理を終えたYF-19を駆って大空を自由に飛び回り、無謀な行動を続けながらガルドのYF-21と競いあう。一方、かつて歌手を目指していたミュンは歌うことを拒み、イサムやガルドとも距離を置いて意気消沈する。その夜、イサムとガルドはコンサート会場で火災が発生するという予告電話を受け、それぞれミュンのもとに向かう。その電話と火災はミュンの心を読み取り、ひとりでに動きだしたシャロンによるものだった。先にたどり着いたガルドがミュンを救い、ミュンはガルドに対して感情を溢れさせ、やがてその身を寄せあう。翌朝、イサムは勝ち誇った態度のガルドと決着をつけるべく演習に臨むが、格闘戦で形勢不利になったYF-21が拾ったYF-19のガンポッドから装填されていないはずの実弾が発射され、重傷を負う。
ガルドは査問会議にかけられて故意を疑われるものの、上層部は一方的に事故と裁定する。イサムは病室から抜け出して、そばで見守っていたミュンとともにエデンの森を訪れて思い出を振り返る。病院に戻ってきたふたりを見たガルドは逆上し、イサムと殴りあいの喧嘩を始める。傷つくことを恐れて夢をあきらめていたミュンは、変わらずに夢を追い続けるイサムとガルドを前にしてシャロンの秘密と自己嫌悪の感情を吐露し、3人はわだかまりを抱えたまま別れる。シャロンの公演が終わり、ミュンは新たな興行のため、大戦終結30周年記念式典が行なわれる地球のマクロス・シティへと向かう。一方、上層部の当初からの意向により、統合軍は有人可変戦闘機に代わる新型無人戦闘機「ゴーストX-9」の採用を決定し、スーパー・ノヴァ計画は中止となる。これに不満を抱いたイサムは無断でYF-19を持ちだし、ゴーストに一泡吹かせるために採用発表が行なわれる地球を目指して飛び立つ。そのころ地球では、人工知能を偏愛するエンジニアの手によって中枢のブラックボックスに非合法のチップを組み込まれたシャロンが、ミュンの心をモデルとして完全な自我に目覚める。
シャロンによってマクロス・シティの情報ネットワークは掌握され、人々の精神もその歌声に支配されてゆく。イサムは地球の防衛網を突破して大気圏に突入するが、そこへ追撃要請を受けたガルドのYF-21が現れ、ふたりは口喧嘩を交えながら激しいドッグファイトを繰り広げる。その果てにガルドは、7年前にミュンを傷つけたのがイサムではなく自分自身であり、それを恥じて記憶を封じ込めていたことを思い出す。罪の意識にさいなまれるガルドをイサムは受け入れ、ふたりは友情を取り戻す。そこへイサムへの歪んだ愛を向けるシャロンが操るゴーストX-9が襲いかかる。ガルドは捕らわれたミュンをイサムに託してゴーストの相手を引き受け、イサムはミュンを救出すべく、シャロンの支配を受け浮上したマクロスへと向かう。無人機の機動力に勝ち目がないと判断したガルドは、YF-21のリミッターを解除し、壮絶な追撃の果てにゴーストと相討ちになる。イサムはシャロンの歌に取り込まれかけながらも、聞こえてきたミュン自身の歌によって意識を取り戻すと、砲火をくぐり抜けてマクロスの情報ネット中枢とシャロンのブラックボックスを破壊し、ミュンとの再会を果たす。

## 登場人物
「英」は英語吹き替え版のキャスト（第4話はバンダイビジュアル版） 。
イサム・ダイソン
声 - 山崎たくみ / 英 - リー・ストーン、デヴィッド・ヘイター（第4話）
本作の主人公。フルネームは「イサム・アルヴァ・ダイソン（Isamu Alva Dyson）」。地球出身の日系白人で、2015年3月27日生まれの24歳。階級は中尉。テストパイロットとして新星インダストリー社の新型可変戦闘機YF-19を担当する。ガルドとミュンとは旧知の仲。幼少のころより大空を飛ぶことに魅せられ、惑星エデンのダルメシアン・ハイスクールで、ガルドとともに手作りのエアプレーンを飛ばすことに夢中になっていた。ハイスクール時代のある事件をきっかけにエデンを離れ、統合軍にパイロットとして入隊した。腕前は超一流だが自由奔放かつ無鉄砲で、エースパイロットの証「ロイ・フォッカー勲章」を3度受章しながらすべて剥奪されている。常習的な軍規違反で統合軍内をたらい回しにされ、辺境でゼントラーディ残存兵と戦っていたが、テストパイロットを何人も病院送りにした「じゃじゃ馬」YF-19のテストパイロットとして7年ぶりにエデンへと戻ることになる。
小太刀右京による小説版『マクロスF』や、『劇場版 マクロスF 恋離飛翼 〜サヨナラノツバサ〜』にも登場する。
ガルド・ゴア・ボーマン
声 - 石塚運昇 / 英 - リチャード・ジョージ、マイケル・グレゴリー（第4話）
ゼネラル・ギャラクシー社の開発主任兼テストパイロット。新型可変戦闘機YF-21を担当する。25歳。ゼントラーディ人の父と地球人の母のあいだに生まれ、明晰な頭脳と屈強な肉体をそなえている。冷静沈着だが、イサムに対しては憎悪の感情を向け、意地を張りあう。成長とともにゼントラーディの血の発作的な攻撃衝動に襲われるようになり、ひそかに抑制薬を服用しているが、テスト中に重大な事件を引き起こすことになる。
7年前までは幼なじみであるイサムやミュンとの関係は良好であった。しかし、父親が亡くなり悲しむミュンをイサムが慰めていたところを見て、破壊衝動を抑えきれずミュンに襲い掛かる。これによりイサムとの関係も崩壊し、自身の凶行に対する後悔に耐えきれず記憶を封じて「ミュンを襲った犯人はイサムである」と思い込むことで理性を保っていた。イサムとの戦いの果てに真実を思い出して和解を遂げ、ゴーストの足止めを引き受けて相討ちとなる。
ミュン・ファン・ローン
声 - 深見梨加、歌 - 新居昭乃 / 英 - アン・シャーマン、歌 - ミシェル・フリン
イサムとガルドの幼なじみ。惑星エデン出身で、23歳の中国系白人。父は植物学者。幼少のころより歌を愛し、歌手になることを志していた。ダルメシアン・ハイスクールのマドンナ的存在だったが、ある事件をきっかけに地球に渡り、歌を捨てる。7年後にシャロン・アップル・プロジェクトのプロデューサーとしてエデンに戻り、思いがけず再会したイサムとガルドとの恋の板挟みで苦悩する。
シャロン・アップル
声 - 兵藤まこ、歌 - 新居昭乃、Gabriela Robin、Wu yun ta na、Melodie Sexton、Raiché Coutev Sisters / 英 - メローラ・ハート、 ブリジット・ホフマン（第4話）
人工知能によって2039年に生まれ、2040年には銀河系最大の人気となったヴァーチャロイド・アイドル。ファンの声援に呼応して、その容姿、歌声は幾重にも変化する。
その人工知能は感情面において未完成であり、秘密裏にミュンのサポートを受けて動いていたが、のちに「バイオニューロチップ」と呼ばれる、自己保存本能をもつ非合法のマイクロチップを組み込まれることで自我に目覚め、「シャロン・アップル事件」を引き起こす。

ミラード・ジョンソン
声 - 内海賢二 / 英 - ボー・ビリングスリー
ニューエドワーズ基地の司令官で、「スーパー・ノヴァ計画」の主任を務める大佐。52歳。かつてはスカル中隊所属のパイロットで、一条輝の部下だった。テストフライト中の事故で左足を失い、義足を装着している。イサムやガルドたちに毅然とした態度をとり、厳格だが度量のある「空の男」でもある。
ヤン・ノイマン
声 - 西村智博 / 英 - ダン・ウォーレン、デレク・スティーヴン・プリンス（第4話）
YF-19の主任設計者。そばかすが目立つ冴えない少年だが、17歳の若さで次期主力戦闘機の設計主任になった天才。機械への偏った愛情が、乗り手を選ぶYF-19の機体特性に反映されている。凄腕のハッカーでもあり、シャロンを愛してハッキングを試みる。奔放なイサムに振り回されるうちに、感情の起伏が激しくなったと指摘されるようになる。スーパー・ノヴァ計画が中止になると不満をあらわにし、イサムとともにYF-19を持ち出して後席でサポートするが、シャロンに操られ、イサムによって緊急脱出装置で機体から射出される。
ルーシー・マクミラン
声 - 林原めぐみ / 英 - バンビ・ダーロ
YF-19テストチームのオペレーター担当。21歳。そばかすが目立つ女性で、着任早々口説いてきたイサムの奔放さに呆れながらも、公私ともにサポートする理解者となる。
マージ・グルドア
声 - 速水奨 / 英 - デヴィッド・ルーカス
ミュンの補佐役で、シャロン・アップル・システムの開発者。23歳。人工知能に偏執的な愛情を注ぎ、統合軍と絡んで暗躍する。非合法のバイオニューロチップをシャロンに組み込んで完全な自我を生じさせ、マクロス・シティが掌握される光景を眺めて笑みを浮かべつつ、マクロスからその身を投げる。
レイモンド・マーリー
声 - 銀河万丈 / 英 - ボブ・パーペンブルック
芸能会社アップルエージェンシーの社長。シャロンのコンサートツアーの統括責任者。エデンでの公演を終えて地球の式典を訪れるが、シャロンにバイオニューロチップを搭載したことをマージに告げられ、コンサートを中止しようとして射殺される。
ケイト・マッソー
声 - 高乃麗 / 英 - スーザン・ジョーダン
イサムやガルド、ミュンの元同級生。開放的で世話好きな二児の母親。再会したミュンが歌を拒むのを見て心配し、元気づけようとイサムやガルドに連絡をとる。
モーガン・マッソー
声 - 屋良有作 / 英 - ダガリー・グラント
ケイトの夫。ジャーナリスト。イサムやガルド、ミュンの元同級生で、ハイスクール時代からイサムに対し熱狂的ともいえるシンパシーを抱いている。
ゴメス将軍
声 - 北村弘一 / 英 - リチャード・バーンズ
スーパーノヴァ計画の監督者。有人戦闘機の存続については否定的な見解を持つ。
ヒギンズ総司令
声 - 佐藤正治
統合軍の最高責任者。無人戦闘機計画とシャロン・アップル・プロジェクトを後援する。

## 登場メカ

### 主要可変戦闘機
YF-19
次期主力戦闘機開発プロジェクト「スーパー・ノヴァ」計画で次期主力機の座を狙う新星インダストリー社の機体。前進翼を採用しており、優れた運動性能と引き換えに操縦には高度な技量を要する。テストパイロットはイサム・ダイソン。クリーム色に黒と赤のカラーリング。オプションとして陸戦パック、ファストパック、フォールドブースターを装備する。

YF-21
スーパー・ノヴァ計画でYF-19と次期主力機の座を争っているゼネラル・ギャラクシー社の機体。脳波コントロールシステム「BDI（Brain Direct Image）」を採用している。テストパイロットはガルド・ゴア・ボーマン。色は青。オプションとしてファストパック、フォールドブースターを装備する。

VF-11B サンダーボルト
新星インダストリーの開発した可変戦闘機。2040年現在における統合軍の主力兵器だが、すでに旧式化しており、次世代機の開発が始まっている。オプションとしてスーパーパック、固体燃料ロケットブースターを装備する。OVA版でイサムが物語の最初に搭乗している機体。

### 統合軍の兵器

#### ニューエドワーズ基地の兵器
8発全翼巨人爆撃機
全長約70 - 80メートルにもおよぶ超巨大な爆撃機。翼下に4機のターゲット・ドローンを懸架できる。
『マクロス VF-X2』では「ウイングスロップ SB-10/10 スターウイング（WINGTHROP SB-10/10 STARWING）」と命名されている。
ターゲット・ドローン
オレンジ色にペイントされた無人機。機首にビーム砲を持ち、ハイ・マニューバミサイルを6機搭載可能。
ヌージャデル・ガー
第一次星間大戦でゼントラーディ軍が使用していたパワードスーツ。色はディープグリーン。ペイント弾を使用した演習の標的機として登場。
VF-1J バルキリー
第一次星間大戦で地球統合軍が使用していた可変戦闘機。白地に黒いラインが入っている。ペイント弾を使用した演習で、標的機のヌージャデル・ガーによって盾にされる機体として登場。
デストロイド・モンスター
第一次星間大戦で地球統合軍が使用していた陸戦兵器デストロイドの一種。YF-19の実弾を使用した演習の標的機として登場。

#### 地球の兵器
SDF-1 マクロス
1999年に地球に落下した異星人の巨大宇宙船を地球人が改修したもの。両腕部にはアームド級が接続されている。地球のマクロス・シティに鎮座している。

ゴーストX-9
無人戦闘機。有人機の耐G限界を超えた驚異的な運動性を発揮する。

VF-11 無人機仕様
VF-11の無人機仕様。オレンジ色に塗装されており、ゴーストのテストに使用される。
自動防衛サテライト
地球の衛星軌道上を周回し、防衛ラインを形成する攻撃衛星。

### ゼントラーディの兵器
バトルスーツ
はぐれゼントラーディの使用しているパワードスーツ。色はブラウン。OVA第1話の冒頭でイサムが所属する部隊と交戦する。
デザインは宮武が手がけており、河森より「どこの所属とも分からない残存部隊が使用しているもの」という注文を受けたといい、飛行姿勢にこだわったと述べている。

### その他のメカ
スターラーホエール
地球とエデンをつなぐ巨大な旅客宇宙船。かつての海上客船のような外観で、海上から重力制御で浮上して宇宙に向かう。
マクロス・シティヘリ
地球のマクロス・シティで使用されているジェットヘリ。

## 設定・用語

### 惑星エデン
地球から11.7光年先のグルームブリッジ星系にある惑星。2013年11月に近距離宇宙移民船団が発見し、最初の移民惑星として入植が進められた。「エデン（楽園）」の名のとおり開放的で自然豊かな土地であり、観光地として都市開発も進められている。重力は地球よりも若干弱く、大気が濃密。空には2つの月が描かれている。

#### 地名・施設
ニューエドワーズ・テストフライトセンター
惑星エデンの乾燥地帯にある統合宇宙軍施設。2039年より次期主力戦闘機開発計画「スーパー・ノヴァ」の性能評価試験が行なわれる。名称の由来はアメリカ航空史の聖地・エドワーズ空軍基地で、新旧エドワーズ基地間がフォールドブースターによる可変戦闘機の地球 - エデン間の最短飛行記録コースとなっている。
キャピタル・シティ
惑星エデンの河口付近にある大都市。地球のサンフランシスコ周辺を参考にして作られており、観光スポットにもなっている。アトランティス・ドームや宇宙港などがある。
惑星エデン植民記念公園 星の丘 展望台
湾に面した丘陵地帯。発電用の風車が多数立ち並ぶ。ハイスクール時代のイサム、ガルド、ミュンが手作りのエアプレーンを飛ばした場所。都市開発が進んでも手つかずのままで、イサムたち3人が7年ぶりに再会する場所となる。
アトランティス・ドーム
マクロスを記念した大公会堂で、開閉型ドームを持つ。竜鳥をかたどったモニュメントがある。シャロンがコンサートを行なう。

#### 生物
竜鳥（りゅうちょう、サウロ・バード）
惑星エデンに生息する鳥類に近い姿の生物。森林地帯に生息する「巨大竜鳥」は肉食だが性格は大人しく、人目に触れることはめったにない。翼長20数m、体重80 - 120kg。巨大な翼で水上を滑空し、長い首で水中生物を捕食する。そのほか、食用として飼育される牛サイズの「食用竜鳥」、20cm - 30cmサイズの「小型竜鳥」、陸を疾走する「疾走竜鳥」がいる。
フライングアップル
樹の幹から垂れた枝が根を張るエデン特有の植物。熟した実は枝から伸びた根が切れると空に飛び上がるためフライングアップルと呼ばれる。実はビワのような形状で、第3話でイサムとミュンがかじる場面では苦いと感想を述べる。
このほか、ミツメヘビトカゲ、グレートテーブルツリー、ニジイロポプラ、デザート・コーラル、カップツリー、ヒメヤシなど、地球では見られない生物が生息している。
舞台設定を手がけた宮武は、恐竜が滅びず残った世界であり、地球の哺乳類のたぐいは生息していないと説明している。
『マクロスF』にはエデン原産の生物で、翼の生えたネコ科哺乳類のような外見の「ヒュドラ」が登場する。同作品のオーディオコメンタリーで河森は、エデンでは羽が生えた生物が基本だと語っている。

### 地球
人類の母星。2010年のゼントラーディ軍ボドル基幹艦隊による軌道爆撃で焦土と化し、生命の大半が失われたが、グランドキャノン跡に不時着したSDF-1 マクロスを中心に新統合政府の首都「マクロス・シティ」が築き上げられ、大都市として発展を遂げている。2040年には新統合宇宙政府発足30周年記念式典が行なわれる。
本作におけるマクロス・シティのデザインは宮武が手がけた。道路から描き始め、都市に必要な機能を加味し、運河や道路には象徴性をもたせてデザインした。河森からは最初「CGで半立体に起き上がらせるためのベースとして地図を描いて欲しい」という注文を受けて描いたが、互いに都市の密度についての認識が異なっており、当時の技術や処理能力では難しかったため不採用になったという。

## MOVIE EDITION
『マクロスプラス MOVIE EDITION』（マクロスプラス ムービーエディション）は、OVA『マクロスプラス』全4話を再編集して約20分の新作カットを加えたアニメ映画。1995年10月7日公開、配給は松竹、上映時間は115分。『プラス』と並行制作されたテレビアニメ『マクロス7』の番外編『劇場版マクロス7 銀河がオレを呼んでいる！』との同時上映で、「マクロスフェスティバル ’95」と銘打たれ公開された。
基本構成はOVA版のシーンを再編集しつつ、若干のストーリー変更が行われている。OVA版は当初から劇場版を念頭に置いて制作されており、各巻ごとにエピソードを振り分けたかたちになっている。再編集にともなう時系列の入れ替えなどにより序盤の展開が速くなっているが、そのぶん新作カットが加えられ、とりわけ終盤がボリュームアップされている。特に最終盤のYF-21がゴーストX-9の発射したミサイルを全弾回避するシーンは5秒間でセル画116枚が使用され、そのクオリティの高さは「伝説の5秒」とも評されている。OVA版の制作時から、劇場用に作られていたカットも存在する。挿入歌としてシャロンの曲「WANNA BE AN ANGEL」が追加されている。
日本国外ではビデオテープとDVDが発売されたが、字幕のみで吹き替えはない。
2021年、日本国内で「マクロス」の権利を有するビックウエスト、スタジオぬえと、国外で「ロボテック」として権利を有するハーモニーゴールド USAとのあいだで合意が締結されたことで「マクロス」の世界展開が可能になり、同年12月14日より本作が北米で劇場公開されることになった。

### OVA版との差異
劇場版では物語の序盤でイサムがニューエドワーズ基地に着任してすぐにYF-19を操縦することになっており、上空から自由落下して地上付近で回避する場面が追加され、ほかにミュンがレイモンドにシャロンへの懸念を語る場面なども新たに加わっている。
イサムとルーシーの恋愛にまつわる場面も追加されて夜のデートとベッドシーンが描かれ、ミュンが火災に巻き込まれる場面ではイサムが救出に向かうことはなくなっている。
OVA版の第2話ラストでイサム機がガルド機との格闘中に実弾を受ける場面はカットされており、OVA版の第1話における演習場面が前後の場面とつなげられ、イサムはここの事故で重傷を負うことになっている。
物語後半ではルーシーとミラードの会話場面が追加され、ミラードが若いころにイサムと同じく機体を無断で持ち出したことがあると語る。
終盤はリミッターを解除したYF-21とゴーストX-9の決戦場面が大きく拡充されている（いわゆる「伝説の5秒」）。最終局面ではイサムの少年時代の回想や、ミュンが破壊されたシャロンの中枢部を抱擁してチップを引き抜く場面、再会を果たしたイサムとミュンの対話などが追加されている。

## 作品解説

### 企画
本作はもともと実写映画をはじめとしてテレビアニメとOVA、その劇場版からなる「マクロス4大プロジェクト」の一環として企画された。製作会社ビックウエストの大西加紋は、アメリカ合衆国よりハリウッドでの実写映画化企画を持ちかけられた際、当時の子供のあいだでは『マクロス』の知名度が低かったことから、日本国内でも新作を展開して人気を盛り上げようという意図と、バンダイが「ガンダム」のプラモデル（ガンプラ）に並ぶヒット商品を求めていたという背景があったことを明かしている。このプロジェクトのうち、実写映画だけは実現しなかった（別項目参照）。
『超時空要塞マクロス』を手がけた当時の河森正治は「同じことは二度とやらない」という意識が強く、劇場版『愛・おぼえていますか』（1984年）やミュージックビデオ『超時空要塞マクロス Flash Back 2012』（1987年）はメディアが変わることを条件に受け入れて制作し、プラモデル企画「アドバンスドバルキリー」にも携わっていたが、オリジナル企画を考えても通らずに10年が経過したころ、バンダイビジュアルのプロデューサーで、河森の学校の後輩でもあった高梨実に「時効」だと声をかけられた。その言葉を聞いて河森は1週間の時間をもらい、新しいアイデアを思いつけば引き受けようと考えた結果、旧作ファンやメカファンから「総スカン」を食らう覚悟で『マクロス7』の原型となる「戦わずに歌うパイロット」という着想に至り、その一方で従来のファンに向けて、正反対となるリアル路線の『マクロスプラス』のアイデアを用意し、どちらもできるのであれば引き受けると高梨に伝えたところ、数日後に両方通ったと連絡を受けたという。同時に2作品のメカを用意しなければならないことから、『プラス』を洋画風、『7』を漫画風と作風を分け、かつ両作の時代設定を近づけて登場機の系統を共通にすることで同時進行が可能になると考えた。河森は本作の位置づけをサイドストーリー的なものであるとしており、また当時『プラス』を「青いマクロス」、『7』を「赤いマクロス」と色でたとえ、『プラス』は「温度が高くなりすぎると冷たい色に見える青い炎」のイメージで青空や大気圏を舞台にしたといい、『7』は「赤く燃える炎の、ホットな感じ」だと語った。
加えてテレビアニメではメカ描写に限界があるため、テレビアニメは歌、OVAはメカに振り分けるという意図も河森にはあった。大西加紋も、週に1本ペースのテレビは「マニア層」を納得させるだけの水準維持が難しく、逆にクオリティを高くできるビデオはペースが遅いという欠点があることから、両方が必要だという考えを述べていた。
本作が生まれた背景には、スタジオぬえの関与なしに制作され、1992年に発売されたOVA『超時空要塞マクロスII -LOVERS AGAIN-』の存在もある。板野一郎は『II』がなければ本作はやらなかったと語っており、同作を「僕達の思ってた『マクロス』と繋がっていなかった」と評し、河森にも自分と同様の気持ちがあったといい、新作の誘いを受けた際に「10年経っただけ進化したものにしたい」ということで、10年間の自分たちの成長過程を画で表現することに挑戦したという。

### 新規スタッフ
河森総監督のもとで監督に起用された渡辺信一郎は、本作が監督デビューとなる。渡辺はもともと実写映画志望で、現場慣れしていない河森のフォローと、多様なアイデアを取り入れるための起用であったといい、プロットの作成段階から参加して絵コンテも担当している。河森は「現場がわかって、なおかつカンがいい人」という条件でサンライズ時代に知りあった渡辺を誘ったと語っている。渡辺によると、実質的には河森が監督で、自身は共同監督のような立場であったという。
脚本には実写ドラマを手がけていた信本敬子が起用された。河森は向田邦子の作品が好きで、女性ライターの感情にまつわる表現力を素晴らしいと思いドラマの脚本家を探していたときに信本を紹介されたといい、感情描写や台詞の発想に刺激を受けたと振り返っている。板野は、「大人のドラマ」を描きたいという目標において渡辺や信本の果たした役割は大きく、河森だけでは大林宣彦風の「綺麗な恋愛関係」で終わるところ、渡辺が入ることで大人っぽくなったと述べている。
音楽を手がける菅野よう子は、本作において初めて単独でアニメのサウンドトラックを担当した（後述）。本作で出会った渡辺、信本、菅野は、のちに結集してテレビアニメ『カウボーイビバップ』を手がけることになる。
本作のオリジナルキャラクターデザインは摩砂雪が担当。そのほか、第2話、第3話の絵コンテ担当に樋口真嗣、シャロンのコンサートシーン担当に森本晃司、原画スタッフに庵野秀明（第1話）ら著名なクリエイターが名を連ねている。また板野は、自身が目をかけて第4話でメカ作画監督を担当した後藤雅巳、板野を慕って集まった村木靖、鴨川浩といった面々も作品の完成度に貢献したと語っている。

### テーマ
河森は、『超時空要塞マクロス』では歌の力で戦争が終結に導かれるという物語が描かれたが、本作では反対に歌の力がマインドコントロール的なところまで暴走したときの問題をテーマに掲げている。シャロンは当初、当時最先端だったバイオテクノロジーをモチーフとしていたが、人間との差別化が難しいためバーチャルアイドルとAI（人工知能）に変更した。こうしたテーマを選んだことについて河森は当時、メディアによる催眠効果に関心があったと語っている。このアイデアで無人機と有人機による開発競争の図式へと拡大され、歌とメカのシーンをひとつの構造のなかで語れると確信を得たという。また河森は当時からAIの進歩による無人機の台頭やCG（コンピュータグラフィックス）の普及を予測しており、「最後の有人戦闘アニメ」をやろうと考えた。人間と機械の対立というコンセプトはありふれていたため、本作では双方に存在する魅力と危うさのようなものを描きたかったとしており、両者の組み合わせをさまざまなかたちで採用している。渡辺も、イサムとガルド、ミュンとシャロンの「どちらが正しいとは言えない」という点を見どころとして挙げている。
河森はまた、小さな青春物語や友情物語を最新鋭戦闘機とバーチャルリアリティのテクノロジーで拡大して見せるとどうなるかという試みでもあったと語る。対象を「スタイル」で判断しがちな傾向に対して、そこから生じる「思い込み」を意図的に外すのが河森の好みで、本作は「ものすごくシリアスな装いで、バカなストーリー」だとしており、入れているシリアスなテーマも、感じられなくてもよい程度にしているといい、並行制作の『7』のほうが重いテーマを扱っていると述べている。
渡辺は「空を描く」ことが本作で最初にやりたかったことのひとつであり、ただの背景ではなく「憧れの対象」「広がりある空」として描きたかったとコメントしている。板野も「きれいな空で、気持ちいい戦闘シーンを作りたい」と考え、そのために取材で実際に戦闘機の操縦を体験した（後述）。

### デザイン・設定
『超時空要塞マクロス』で主役機のVF-1 バルキリーをデザインした河森は、本作においてその後継となる可変戦闘機VF-11、YF-19、YF-21のデザインを手がけた。VF-11はVF-1を継承したデザインで、当初はイサムの搭乗機とする予定だったが、華奢で格闘戦やイサムのキャラクター性に合わなかったという。試作機らしさのイメージを考えて前進翼機としたYF-19は、アドバンスドバルキリーを経て『天空のエスカフローネ』の原型となった企画『空中騎行戦記』でデザインした「星嵐-99甲」をベースとしたが、ほぼ原型はとどめていない。VF-1から変形機構を抜本的に変化させることを目指しつつも、主役機としてのアイデンティティを生み出すのに苦慮したという。ガルドが搭乗するライバル機のYF-21はYF-19よりも早く完成しており、当時の試作機競争のなかで河森が一番好きなYF-23をモチーフに、変形機構をはじめYF-19との差別化を目指した。
ゼントラーディのバトルスーツ、8発全翼巨人爆撃機、ゴーストX-9といったメカや、コクピット、パイロットスーツ、惑星エデンの風景やニューエドワーズ基地、コンサートホールなどの施設、同惑星に生息する竜鳥、地球のマクロス・シティといった舞台背景のデザインは宮武一貴が担当した。
スタジオぬえと関わりがあり、『超時空要塞マクロス』放映時にVF-1の設定を解説する同人誌を出して模型誌にも引用されるなどしていた千葉昌宏は、本作においてYF-19とYF-21の設定を依頼され、YF-19が関係するということで同時に『7』の設定も手がけて同作品に登場するDr.千葉のモデルとなり、その後のシリーズ作品にも設定監修として携わることになる。

### 空戦描写
本作のために河森ら制作陣はアメリカ合衆国で取材を重ね、エドワーズ空軍基地やドライデン飛行研究センター（現在のアームストロング飛行研究センター）を訪れて参考にした。
エアコンバットUSA（公式サイト）では河森と板野が実際にNATOの練習機に搭乗して模擬空中戦をおこない、そこでの体験を劇中の空戦描写に取り入れた。河森は『超時空要塞マクロス』の企画時、飛行機に乗せてもらい刺激を受けた経験から、『プラス』では「飛行機ものをちゃんとやりたい」ということで板野とアメリカに渡り、教官同乗のもとでみずから操縦して互いに後ろを取りあった。このとき板野は、自分にGを故意にかけてブラックアウトを体験した。
第1話でガルドがミサイルを回避するカットは板野の手描き原画によるもの。板野の原画はカット袋に入り切らず、代わりに段ボール箱を用いていたという。ガルドとゴーストの最後の戦闘シーンも板野によるもので、最初は無線でガルドの死が伝わるというだけのシーンであったが、板野はこのガルドを描かなければならないと主張し、中割りができないようシートに番号を振ってランダムに割り、手ぶれ補正機能のついたカメラでも追いきれないようなかたちでGに苦しむガルドの気持ちが伝わる表現を試みた。本作の仕事で無理をした板野は帯状疱疹を患って眠れなくなるほど悪化し、手描きに限界を感じて活動をCGメインに移していくことになる。

### 音楽
音楽を担当する菅野よう子は、本作において初めて単独でアニメのサウンドトラックを手がけることになった。ハウス、テクノから、アンビエント、宗教・民族音楽、バンドセッション、シンフォニーに至るまで、本作で菅野が手がけた音楽のジャンルは多岐にわたる。
音楽プロデューサーの佐々木史朗（ビクターエンタテインメント）は、当時すでにコマーシャルメッセージ（CM）の音楽を数多く手がけていてその業界では有名だった菅野を本作に起用することに決め、溝口肇のライブでピアノを弾いていた菅野に声をかけたという。菅野の起用について、佐々木によれば河森は最初、音楽性を讃えながらもCMにはないバトル曲については心配もあるという反応であったといい、渡辺も、菅野のキャラクターからスタッフのあいだでは「本当に曲を作れるのか」との声もあったが「出来上がった曲を聞いて、人を見かけで判断してはならないと思い知った」と発言している。
最初に発注されたのがシャロン・アップルのコンサートで用いる歌で、菅野はシャロンの設定を見て「音楽兵器」を作ろうと張り切り、その対極にあるミュンのための音楽と合わせて5曲ほどを制作した。本作は音楽を先行して制作していたため、指示がほとんどなく自由に作曲できたという。通常の劇伴のようにメニューやフィルムに合わせての作業ではなく、シチュエーションやテーマごとに作曲する方法であった。上記のように音楽のジャンルは広範にわたるが、菅野は本作においてジャンルを指定されたことはなく、「私の経験と体感とイメージで勝手に見繕ったらこうなった」と語っている。
シャロンの音楽について菅野は、本当に聴く人を「洗脳」するつもりで制作したといい、トレンドのサイクルから作品の時代における流行の音楽をイメージし、音響が脳に与える影響も考えて劇伴を作っていったと語っている。コンサートシーン用の曲は宗教的な要素も柱とし、「Idol Talk」と「SANTI-U」を制作した。当時は加減を知らず「兵器としての音楽を作りたい」と思っていたが、のちに「あの曲を聴いて空軍に入り、イラク戦争に行ってきました」「シャロン・アップルの曲で自殺を考えた」といった感想を受けて初めて音楽や音響の影響力に気が付き、怖さを感じたと述べている。
楽曲の演奏にはイスラエル・フィルハーモニー管弦楽団が起用された。菅野の要望もありイスラエルのテルアビブまで向かい、レコーディングはホールにおいて2チャンネルの一発録りで実施された。佐々木は海外録音について、以前にモスクワ・フィルハーモニー管弦楽団のレコーディングを経験し手応えを感じていたことと、当時は円高で海外旅行がしやすかったことを背景に挙げている。菅野は本作で初めてオーケストラ用のスコアを書いたといい、ホールでの録音もスタジオ録音とはまったく違ったと語っている。佐々木によると菅野は「鳴りのいいスコア」がオーケストラのメンバーに好評だったという。
シャロンの歌唱には複数のボーカリストが起用されており、このうち山根麻衣と新居昭乃について佐々木は「全くタイプの違う女性シンガーが、ひとりのキャラとして歌うという形式も珍しい」と述べている。歌手志望時代のミュンが歌っていたという設定の劇中歌「VOICES」も、ビクターエンタテインメントでアニメの主題歌を何度も担当しており、菅野とも知り合いだった新居に歌唱を任せた。作詞のGabriela Robin（菅野の別名義）はシャロンの曲「SANTI-U」と「Torch song」の歌唱も務めているが、菅野によると歌は本作が最初で、Origaと出会うまで理想的なボーカリストがいなかったため「仕方なくという感じ」であったという。
シャロンの曲のうち、第4話で使用されている「INFORMATION HIGH」のみ菅野ではなく、元電気グルーヴのCMJKが作曲した。歌唱はメロディー・セクストン。当時フロッグマンレコーズでテクノ界を中心に活躍していた佐藤大（DAI名義）と渡辺健吾（KEN=GO→名義）が作詞を担当した。佐藤はのちに『カウボーイビバップ』、『攻殻機動隊 STAND ALONE COMPLEX』で菅野と組み、『マクロスF』でも楽曲を手がけている。

### コンピュータグラフィックス
河森がアニメにコンピュータグラフィックス（CG）を導入したのは本作が最初である。日本ではCGが「1分1億円」と言われていた当時、本作の取材のためにアメリカ合衆国を訪れた河森は、サンフランシスコ郊外にあるアニメーション・特撮制作会社のコロッサスにおいて数十人がデジタルペイントで仕上げ作業をしているのを見学し、それが「安いから」という理由で行なわれていると聞いて衝撃を受けたという。そこでデジタル化の流れは止められないと感じ、同行していた高梨とも相談して、時代に先んじるかたちでCGの導入を決め、認知を広めるためにテレビアニメ『7』のオープニング映像でも用いることにしたと語っている。
当時のCGは高額であったため、本作では3次元コンピュータグラフィックス（3DCG）の部分的な使用にとどまっている。難しいカット以外はパーソナルコンピュータ（PC）で制作したものをプリントアウトして撮影するという手法であった。
CGは映像制作会社のLINKS Corporation（リンクス）が担当し、CGディレクターの片塰満則が制作した。当初リンクスが受けたのはシャロンの3Dシンボルマーク制作についての相談であったが、河森が同社スタッフの説明を受けてCG表現の可能性を認識し、本格導入を決定した。片塰は基本的な設定を除くデザインや演出を務め、アニメにおける従来の制作工程にCGの機能を当てはめるといった、CGをセルになじませるための実験を行なった。第3巻のラストで使われるフォールド空間を進むYF-19のCGモデルのデータ作成には株式会社ビルドアップが協力し、『7』のオープニングに登場するCGの機体にもデータの一部が流用された。片塰は『プラス』と『7』で手がけたCGのリールを持ってスタジオジブリに営業をかけ、その約4か月後に宮崎駿から直接発注を受けて『On Your Mark』のCG制作を担当することになったという。
リンクス以外では、佐山善則によるCG画像も使用されている。当初メカデザイナーとしての参加を予定していた佐山は、河森にCG処理のアドバイスをするためにセル画をMacintoshで加工して見せたことでCG作業を手がけることになり、リンクス作成のCGデータを貼り込む作業なども担当した。渡辺によると、リンクスのCGだけでは浮いた印象になると思い、佐山によるCGをモニター表示などに多用したという。第1話に登場するガルドの脳波の波形は、佐山自身の脳波データをMacで記録したものが用いられている。

### キャスト・演技
イサム役の山崎たくみはもともとパイロットにあこがれていたといい、イサムの設定画を見て『マクロス』の内容をあまり知らずにオーディションを受け、絶対に自分がやるという意思を当時のマネージャーに表明したと明かしている。
ガルド役の石塚運昇はオーディションを経ず、「完全に声の格好良さで」河森が指名したという。一方、渡辺は当時アニメの音響や声優の演技を批判しており、音響監督の三間雅文がその意見を受けて真っ先に石塚の名を挙げたとしている。渡辺は石塚の演技を聞いて意識が変わり、「アニメ作品には芝居のトーンを決定づける人が、基本的には一人いる」として、『プラス』においてはそれが石塚であったと述べる。また渡辺は自身の作品で一度メインキャラクターの役を務めた声優には、キャラクターとの結びつきが強くなりすぎるということで、ほかの作品でメインの役を依頼することはないが、『カウボーイビバップ』でもメインキャラクターのジェット・ブラック役で出演した石塚は唯一の例外であったと語っている。
演技は「洋画のような渋さ」を要求され、河森によれば間を取る、説明を省くなどして、漫画的な『7』とは対照的な作風にしたという。
板野は、航空自衛隊のテストパイロットによる無線音声を聞いた経験から、実際の戦闘中は声優の演技のようにはきれいにしゃべれないだろうと考え、声優を後楽園ゆうえんちのジェットコースターに乗せて台詞を言わせ、Gがかかるとうまくしゃべれないという経験をさせたことで、第1話では普通にしゃべっていたのが第2話から大きく変わったと語っている。

## 評価
本作はメカ描写をはじめとするクオリティの高さやバーチャルアイドルを描いた先見性などが評価され、日本国外においても人気を獲得した。また音楽を手がけた菅野の存在は本作によって広く知られることになり、その音楽性は業界を超えて賞賛され、「菅野よう子の登場でアニメ音楽の歴史が変わった」ともいわれる。

### 論評
アニメ雑誌『アニメージュ』の解説者5名によるレビューでは、最終第4巻の時点で映像・作画においては総じて高評価であるものの、映画ライターの渡辺麻紀による「期待したコンピュータの恋愛が描けていない」「三角関係のケリもあまりに安直」、漫画家のあさりよしとおによる「莫大な手間を掛けた作画をつぎこんで、こういうベタベタな落としをやる…これがやっぱり『マクロス』なんですね」といった評価もなされた。
ライターの志田英邦は『CONTINUE』において、「すぐれたSF作品は時として予言のように、来るべき未来を描く」と述べ、現実世界の21世紀に出現したVOCALOID「初音ミク」が、肉体を持たず作り物と知られながらも熱狂的な人気を得ているシャロン・アップルと変わらないコンセプトをもつと評し、さらに本作のリリース開始から約3年後の1997年にロールアウトされたSu-47がYF-19に類似していることや、ドッグファイトシーンの作画がのちのアニメ監督の作画に対する指示にも影響を与えていることを、本作における「予言」として挙げている。
ライターの夏葉薫は『オトナアニメ』において、シリーズのなかでも独立性の高い作品でありながら物語内容は「あまり複雑ではない」として、OVA全4巻という時間内でシリーズの要素を盛り込んだ物語を作るための「狭い正解」を選んだ作品だとしている。河森・板野によるメカ描写とアクション作画は「日本アニメ史上に燦然と輝くひとつの金字塔」だと評し、「大人の『マクロス』」というコンセプトを実現するために起用された渡辺・信本は、河森が得意とする「大林宣彦的な少年少女の淡い慕情の描写」の7年後にあたる大人の恋愛を描くのに適した人選だったと述べている。またシリーズの作品世界はオーバーテクノロジーが存在しながら、機体の思考制御やバーチャルアイドルが主流となっていない理由として本作で描かれる事件が説明となっており、後継作品において作劇上の困難となりうる要素を処理していると指摘している。
アニメ評論家の藤津亮太は「手描きの極まった戦闘シーン」として本作を挙げ、空戦シーンについて「観察力と想像力の織りなすスペクタクルには圧倒されるばかり」と評している。
アニメ監督の平尾隆之は、とりわけ本作のビジュアル面に衝撃を受けたといい、パイロットにかかるGの表現、カメラワーク、エフェクト、動きを省略しない丁寧な作画などを高く評価し、自身の監督作『映画大好きポンポさん』の制作中にも何度も見直してカメラワークや演出、特殊効果などを参考にしたと語っている。ドラマ面では、人工知能が台頭する時代におけるアナログ主義のイサムを「この先消えゆくであろうマイノリティの象徴」と見て、「マイノリティがマジョリティに一矢報いる」展開であると読んでいる。

### 人気投票
2019年にNHK BSプレミアムで放送された『発表！全マクロス大投票』では、アニメ作品部門で『プラス』のOVA版が第7位・劇場版が第8位、キャラクター部門でイサムが作品別第7位（OVA版）・総合第9位、メカ部門でYF-19がOVA版第1位・劇場版第7位、歌部門で「INFORMATION HIGH」が作品別第9位（OVA版）・総合第11位となった。

## スタッフ
- 企画 - 大西良昌、茂木隆、末吉博彦、宮田達夫、浅見勇
- 原作 - スタジオぬえ / 河森正治
- 総監督 - 河森正治
- 監督 - 渡辺信一郎
- 脚本 - 信本敬子
- オリジナルキャラクターデザイン - 摩砂雪
- 舞台設定・メカニカル設定 - 宮武一貴、河森正治
- 絵コンテ - 河森正治、渡辺信一郎、樋口真嗣（第2話、第3話、劇場版）
- 作画監督 - 摩砂雪（夷倭世名義）（第1話）、青野厚司（第2話）、森山雄治（第3話）、瀬尾康博（第4話、劇場版）
- 特技監督 - 板野一郎
- メカニック作画監督 - 後藤雅巳（第4話）
- コンサートシーンアニメーション - 森本晃司
- 美術監督 - 針生勝文
- 撮影監督 - 高橋明彦（第1話）、安津畑隆（第2 - 第4話、劇場版）
- 音響監督 - 三間雅文
- 音響効果 - 柴崎憲治
- 色彩設定 - 西香代子
- 編集 - 掛須秀一
- 設定 - 田中精美、佐山善則
- CGスーパーバイザー - 秋山貴彦
- デジタルグラフィックデザイン - 佐山善則
- コンピュータグラフィック - LINKS Corporation
- CG制作協力 - ビルドアップ
- 制作 - トライアングルスタッフ
- 音楽 - 菅野よう子（劇中曲「Information High」のみCMJK）
- 音楽監修 - 溝口肇
- プロデューサー - 大西加紋、高梨実、津田義夫、井口亮、神田浩武
- 製作・著作 - バンダイビジュアル、ビックウエスト、ヒーロー、毎日放送、小学館
- インターナショナル版演出 - クイント・ランカスター
- 英語台本 - リチャード・ガルシア

## 使用曲

### エンディングテーマ
After, in the dark
作詞 - 山根麻衣、Gabriela Robin / 作曲・編曲 - 菅野よう子 / 歌 - 山根麻衣
OVA版第1話から第3話のエンディングテーマ。
シングルカットはされておらず、『MACROSS PLUS ORIGINAL SOUNDTRACK』でも後述の「Torch song」と同一のトラックに収録されており、単独トラックでは未発売である。

### 挿入歌

#### ミュン・ファン・ローンの曲
VOICES
作詞 - 覚和歌子 / 作曲・編曲 - 菅野よう子 / 歌 - 新居昭乃
第1話、第3話、第4話挿入歌。OVA版第4話および劇場版エンディングテーマ。劇中ではミュンの歌として用いられており、ハイスクール時代に作ったものと設定されている。読みはヴォイシズ。
本曲にはアレンジが異なる「Acoustic」、「a cappella」バージョンがある。また、同じテーマを使用した「MYUNG Theme」および「MYUNG Theme (cello version) 」がある。

#### シャロン・アップルの曲
Idol Talk
作詞 - Gabriela Robin、新居昭乃 / 作曲・編曲 - 菅野よう子 / 歌 - 新居昭乃
第1話、第2話挿入歌。
SANTI-U
作詞 - Gabriela Robin / 作曲・編曲 - 菅野よう子 / 歌 - Gabriela Robin
第2話、第4話挿入歌。
The Borderline
作詞 - Gabriela Robin / 作曲・編曲 - 菅野よう子 / 歌 - 新居昭乃
第2話、第3話、第4話挿入歌。
PULSE
作詞 - Gabriela Robin / 作曲・編曲 - 菅野よう子 / 歌 - Wu yun ta na（台詞 - 兵藤まこ）
第4話挿入歌。
INFORMATION HIGH
作詞 - DAI、KEN=GO→ / 作曲・編曲 - CMJK / 歌 - Melodie Sexton
第4話挿入歌。
A Sai ёn
作詞 - Gabriela Robin / 作曲・編曲 - 菅野よう子 / 歌 - Raiché Coutev Sisters
第4話挿入歌。
Torch song
作詞 - Gabriela Robin / 作曲・編曲 - 菅野よう子 / 歌 - Gabriela Robin
第4話挿入歌。
WANNA BE AN ANGEL
作詞 - Gabriela Robin / 作曲・編曲 - 菅野よう子 / 歌 - 新居昭乃
劇場版挿入歌。

#### 他作品からの流用曲
私の彼はパイロット
作詞 - 阿佐茜 / 作曲・編曲 - 羽田健太郎 / 歌 - 高乃麗
第2話挿入歌。『超時空要塞マクロス』に登場するアイドル歌手、リン・ミンメイのデビュー曲。ケイトがカラオケで歌う。

## 各話リスト
| 巻数  | サブタイトル | 絵コンテ                       | 作画監督                         |
| ----- | ------------ | ------------------------------ | -------------------------------- |
| Vol.1 | Episode 1    | 河森正治、渡辺信一郎           | 夷倭世                           |
| Vol.2 | Episode 2    | 樋口真嗣、河森正治、渡辺信一郎 | 青野厚司                         |
| Vol.3 | Episode 3    | 樋口真嗣、河森正治、渡辺信一郎 | 森山雄治（兼演出）               |
| Vol.4 | Episode 4    | 河森正治、渡辺信一郎           | 瀬尾康博、後藤雅巳（メカニック） |

## 関連メディア

### 映像ソフト
映像はすべてバンダイビジュアル（現・バンダイナムコフィルムワークス）より発売。

#### ビデオ・LD
規格品番はVHSがBES-1053 - BES-1056、LDがBELL-704 - BELL-707。
- 『マクロスプラス Vol.1』1994年8月25日発売、本編40分と特典映像「Macross A Space Cronicle」17分
- 『マクロスプラス Vol.2』1995年1月1日発売、本編40分
- 『マクロスプラス Vol.3』1995年2月21日発売、本編40分
- 『マクロスプラス Vol.4』1995年6月25日発売、本編37分
- 『マクロスプラス MOVIE EDITION』1996年2月25日発売、本編115分

#### INTERNATIONAL VERSION
規格品番はVHSがBES-1190（Vol.1）・BES-1194 - BES-1196（Vol.2 - Vol.4）、LDがBEAL-782（Vol.1）・BEAL-784 - BEAL-786（Vol.2 - Vol.4）。
- 『MACROSS PLUS INTERNATIONAL VERSION Vol.1』 1995年3月25日発売
- 『MACROSS PLUS INTERNATIONAL VERSION Vol.2』 1995年5月25日発売
- 『MACROSS PLUS INTERNATIONAL VERSION Vol.3』 1995年7月25日発売
- 『MACROSS PLUS INTERNATIONAL VERSION Vol.4』 2000年3月31日発売

日本国外ではManga Entertainmentから英語吹き替え版が発売された。バンダイビジュアルが発売した『INTERNATIONAL VERSION』の第4巻では、主要キャストの多くが変更された。
2024年秋、CrunchyrollがAnime Limitedとの提携によりOVA版と劇場版を収録し、Manga Entertainment版とバンダイビジュアル版の吹き替えと字幕を利用可能なBlu-ray Disc『Macross Plus Ultimate Edition』をアメリカとイギリスで発売した。

#### DVD
『INTERNATIONAL VERSION』の英語吹き替え版も収録。規格品番はBCBA-0937 - BCBA-0940、『MOVIE EDITION』がBCBA-0536。
- 『マクロスプラス Vol.1』 2001年8月25日発売
- 『マクロスプラス Vol.2』 2001年10月25日発売
- 『マクロスプラス Vol.3』 2001年12月21日発売
- 『マクロスプラス Vol.4』 2002年2月25日発売
- 『マクロスプラス MOVIE EDITION』 2000年7月25日発売
- 『マクロスプラス リマスターボックス』 （BCBA-3048） - 2007年8月24日発売。映像をHDリマスター、音声をリニアPCMとし、OVA全4巻と『MOVIE EDITION』をセットにしたDVD-BOX。

#### Blu-ray Disc
- 『マクロスプラス Complete Blu-ray Box』（BCXA-0719） - 2013年6月21日発売。映像はHD（1440x1080）、音声5.1ch化し、OVA全4巻と『MOVIE EDITION』をセットにしたBlu-ray Box[95]。音声は日本語、英語を切り替え可能。PlayStation版『GAME EDITION』のムービーも収録。発売を記念して2013年5月2日より「マクロス映画祭 春の陣2013」が開催され、本作を含むシリーズ劇場版4作品が上映された[96]。
- 『マクロスプラス MOVIE EDITION』（BCXA-1060） - 2016年1月29日発売。『マクロスΔ』制作を記念して発売された低価格Blu-ray Disc。新規オーディオコメンタリーを収録[97]。

### CD
発売はビクターエンタテインメント。2013年6月21日にフライングドッグより再販。
- 『MACROSS PLUS ORIGINAL SOUNDTRACK』（VICL-570 / VTCL-60344〈再販〉） - 1994年10月21日発売。
- 『MACROSS PLUS The Cream P・U・F』 （VICL-15037 / VTCL-60345〈再販〉） - 1995年2月22日発売。発売禁止となったシャロン・アップルのアルバムから危険な催眠要素を除去して復刻したという設定。
- 『MACROSS PLUS ORIGINAL SOUNDTRACK II』（VICL-571 / VTCL-60346〈再販〉） - 1995年7月21日発売。
- 『MACROSS PLUS ORIGINAL SOUNDTRACK PLUS 〜for fans only』 （VICL-23112 / VTCL-60347〈再販〉） - 1995年11月22日発売。

### 書籍
- 『THIS IS ANIMATION Special マクロスプラス』小学館、1995年3月1日発行、ISBN 978-4091015815
- 『THIS IS ANIMATION THE SELECT マクロスプラス MOVIE EDITION』小学館、1995年10月20日発行、ISBN 978-4091015846

## 関連作品

### 小説
マクロスプラス
信本敬子著。1996年、小学館スーパークエスト文庫。全1巻。アニメ版の前編にあたり、主人公たちのハイスクール時代から、それぞれの旅立ち、再会までが描かれる。設定には若干オリジナルの要素が加えられている。著者あとがきではアニメ本編にあたる第2巻の予定もほのめかされていたが、その後は執筆されていない。

### 漫画
マクロスプラス タックネーム（MACROSS PLUS TAC NAME）
漫画はU.G.E、構成協力は守屋直樹。『マクロスエース Vol.005』（2010年6月発売）より連載が開始され、同誌が『Vol.008』で刊行停止となってからは『ニュータイプエース』に移籍し、『Vol.2』（2011年10月8日発売）から『Vol.8』（2012年4月10日）まで連載された。単行本全2巻。設定はアニメ版を踏襲しつつも、ストーリー構成が変更されている。

### ゲーム
MACROSS PLUS
アーケードゲーム。1996年、バンプレスト。縦スクロール・シューティング。
マクロスプラス -GAME EDITION-
PlayStation用。 2000年、タカラより発売。3Dシューティング。
マクロスエースフロンティア
PlayStation Portable用。2008年、バンダイナムコゲームスより発売。開発はアートディンク。3Dアクションシューティング。
マクロスアルティメットフロンティア
PlayStation Portable用。2009年、バンダイナムコゲームスより発売。開発はアートディンク。3Dアクションシューティング。『エースフロンティア』の続編。
マクロストライアングルフロンティア
PlayStation Portable用。2011年、バンダイナムコゲームスより発売。開発はアートディンク。3Dアクションシューティング。『アルティメットフロンティア』の続編。
マクロス30 銀河を繋ぐ歌声
PlayStation 3用。2013年2月28日、バンダイナムコゲームスより発売。2060年を舞台に歴代シリーズ作品のキャラクターやメカが集結するフライトアクションRPG。
歌マクロス スマホDeカルチャー
iOS / Android用。DeNAより配信。音楽リズムゲーム。2019年1月に追加登場。
マクロス -Shooting Insight-
Nintendo Switch、PlayStation 5、PlayStation 4、Steam用。2024年3月14日、ブシロードより発売。歴代シリーズ作品が集結したスクロールシューティングゲーム。「イサム・ダイソン&YF-19」が操作可能。

#### スーパーロボット大戦シリーズ
スーパーロボット大戦α
PlayStation用。2000年、バンプレストより発売。シミュレーションRPG。
スーパーロボット大戦α外伝
PlayStation用。2001年、バンプレストより発売。シミュレーションRPG。
第3次スーパーロボット大戦α 終焉の銀河へ
PlayStation 2用。2005年、バンプレストより発売。シミュレーションRPG。
スーパーロボット大戦X-Ω
iOS / Android用。バンダイナムコエンターテインメントより配信。ロボットアクションRPG。2019年6月に期間限定で登場。

#### Another Century's Episodeシリーズ
Another Century's Episode 3 THE FINAL
PlayStation 2用。2007年、バンプレストより発売、開発はフロム・ソフトウェア。クロス・オーバー・ロボット・アクション。
Another Century's Episode Portable
PlayStation Portable用。2011年、バンダイナムコゲームスより発売、開発はフロム・ソフトウェア。ロボットアクション。